# Susanne Sterzenbach
Susanne Sterzenbach (* 1957 in Stuttgart) ist eine deutsche Autorin, Journalistin, Regisseurin und Übersetzerin.

## Biographie
Die gebürtige Stuttgarterin wuchs am Starnberger See bei München auf. 1976 bestand sie ihr Abitur. In den folgenden Jahren studierte Sterzenbach an den Universitäten in Mainz, Heidelberg, Paris, Avignon und Valencia, Fachbereich Diplom-Übersetzer, sowie Völkerrecht und Landeskunde. Schließlich machte sie ihren Abschluss als Diplom-Übersetzerin für Französisch und Spanisch. 1980 begann sie ihre Ausbildung beim ZDF, wo sie im Anschluss als freie Mitarbeiterin tätig war. Ab 1982 war Sterzenbach dann freie Journalistin und Regisseurin beim Südwestfunk und später dann beim Südwestrundfunk. 1994 wurde Sterzenbach neue Leiterin der SWR-Redaktion Blickpunkt Europa-Feature. Dabei konzipierte und produzierte sie viele Fernsehreportagen und Hintergrundberichte aus Frankreich, Spanien und Portugal für Sendungen wie das Europa-Magazin oder Blickpunkt Europa. Dazu gehörten zum Beispiel die fünfzehnteilige Fernsehserie Alltagsgeschichten oder die siebenteilige Reihe über Hundertjährige in Europa unter dem Titel Gesichter Europas. In den Jahren 1999 und 2000 übernahm Sterzenbach schon die kurzzeitige Vertretung der Korrespondenten im Studio Madrid bzw. Buenos Aires, bevor sie von März 2001 an dann drei Jahre lang ARD-Fernsehkorrespondentin in Algier war und für die ARD über Algerien, Marokko und Tunesien berichtete. 2004 kehrte sie dann nach Stuttgart zurück und arbeitete wieder in der SWR-Zentrale, in der Abteilung Ausland/Europa. Außerdem war sie Redakteurin für ARD-Feature und Auslandsreporter.
In den 90er Jahren schrieb Sterzenbach zudem mehrere Kinder- und Jugendbücher und wurde 1996 mit dem Heinrich-Wolgast-Preis von der Gewerkschaft Erziehung und Wissenschaft für ihr Werk Alles im Kasten ausgezeichnet. Nach ihrem Aufenthalt in Nordafrika schrieb sie dann das Buch Die Weißen Väter: Mission in der Wüste über die Afrikamissionare und das Christentum in Afrika, welches 2009 erschien.

## Werke

### Kinder- und Jugendliteratur
- Im Tal der Bären: Ein Pyrenäen-Abenteuer, Ensslin & Laiblin Verlag, Reutlingen 1994, ISBN 3-7709-0854-6
- O.Z.O.N., Ensslin & Laiblin Verlag, Reutlingen 1995, ISBN 3-7709-0886-4 bzw. in der Reihe Leseeule, Reutlingen 1998, ISBN 3-7709-0969-0
- Alles im Kasten!: Nathalies Ferien beim Fernsehen, Ensslin & Laiblin Verlag, Reutlingen 1996, ISBN 3-7709-0992-5 bzw. Alles im Kasten: Was hinter der Fernsehkamera passiert; Nathalies Geschichte, Rowohlt Verlag, Reinbek bei Hamburg 1997,  ISBN 3-499-20853-9
- Bärentanz, Ensslin & Laiblin Verlag, Reutlingen 1998, ISBN 3-7709-1125-3
- Im Zeichen des Skorpion, Ensslin & Laiblin Verlag, Reutlingen 1998, ISBN 3-7709-0964-X

### Religiöse Literatur
- Die Weißen Väter: Mission in der Wüste, Sankt Ulrich Verlag, Augsburg 2009, ISBN 978-3-86744-106-3

### Theaterstücke
- Der Tütendrache, Theaterstückverlag Korn-Wimmer & Wimmer, München 1996, Uraufführung 27. Januar 2000, Theater der Altmark, Stendal

## Filmografie

### Regisseurin
- Europas vergessene Sieger – Dokumentation, Deutschland, 2005, 30 min., SWR
- Länder, Menschen, Abenteuer – Die Macht der Röcke – Dokumentation, Deutschland, 2010, 45 min., SWR
- Das Jahr des Frühlings – Dokumentation, Deutschland, 2012, 90 min., ARTE
- Die Schlappe – Ein Welterfolg – Dokumentation, Deutschland, 2012, 30 min., 3sat

### Drehbuch
- Das Jahr des Frühlings – Dokumentation, Deutschland, 2012, 90 min., ARTE

## Auszeichnungen
- 1996: Heinrich-Wolgast-Preis der GEW für Alles im Kasten